# Kanion De Chelly
Kanion De Chelly – kanion położony w północno-wschodniej części Arizony w USA.
1 kwietnia 1931 uznany został za pomnik przyrody (Natural Monument). Znajdują się tu ruiny domostw prehistorycznych plemion indiańskich.

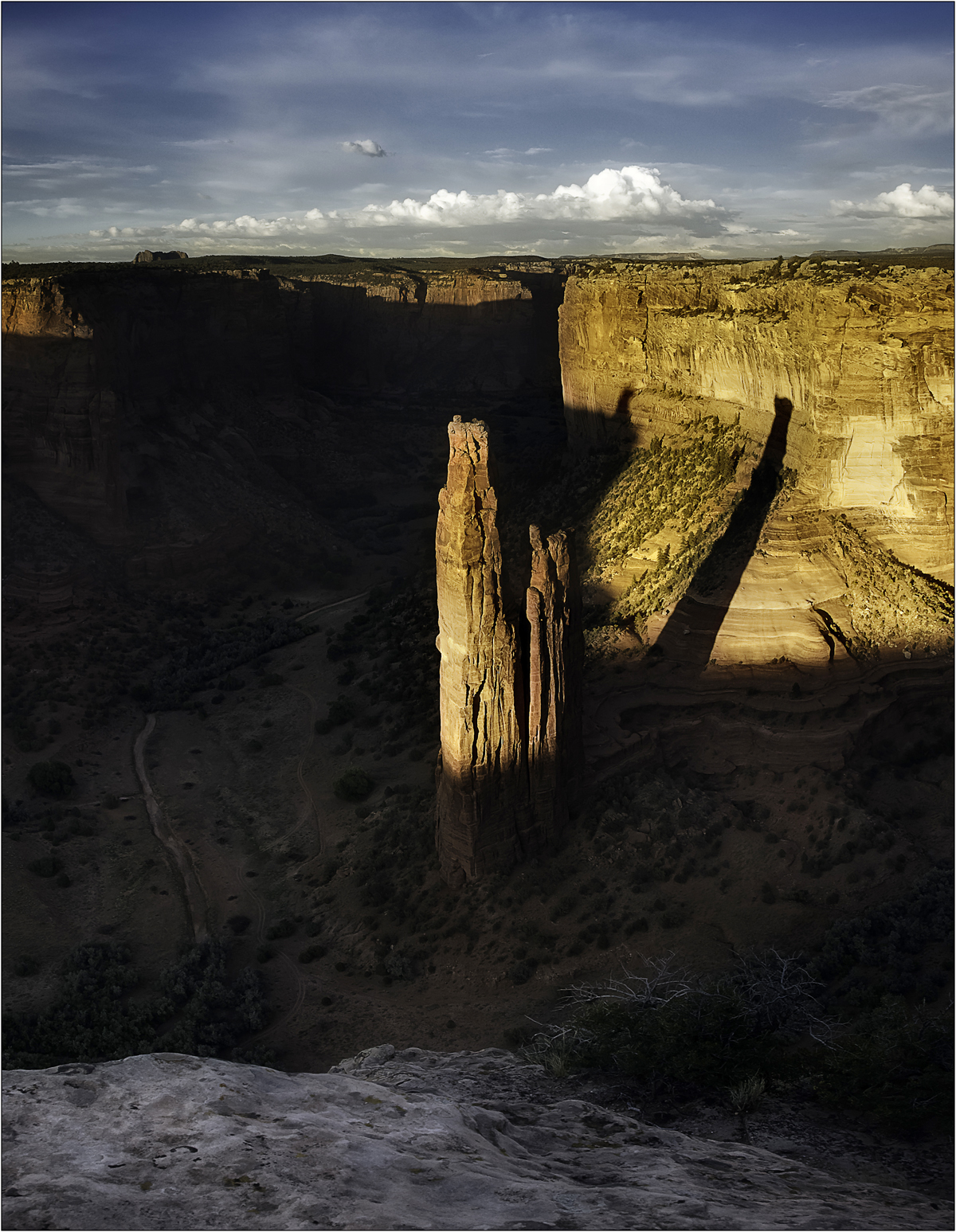
Spider Rock in Canyon de Chelly